# Basmath
Basmath is een nagar panchayat (plaats) in het district Hingoli van de Indiase staat Maharashtra. 

## Demografie
Volgens de Indiase volkstelling van 2001 wonen er 57.360 mensen in Basmath, waarvan 52% mannelijk en 48% vrouwelijk is. De plaats heeft een alfabetiseringsgraad van 65%. 